# Taiki Yamada
Taiki Yamada (jap. 山田 大樹, Yamada Taiki; * 8. Januar 2002 in der Präfektur Chiba) ist ein japanischer Fußballspieler.

## Karriere
Taiki Yamada erlernte das Fußballspielen in der Jugendmannschaft der Kashima Antlers. Hier unterschrieb er 2020 auch seinen ersten Vertrag. Der Verein aus Kashima spielte in der höchsten japanischen Liga, der J1 League. Bis Saisonende 2022 bestritt er zwei Ligaspiele. Im Februar 2023 wechselte er auf Leihbasis zum Zweitligisten Fagiano Okayama. Für den Verein aus Okayama bestritt er sieben Zweitligaspiele. Nach der Ausleihe kehrte zu den Antlers zurück.